# VS Trafik
VS-trafik. nu Merresor, är ett bussbolag i Nybo utanför Gävle. Det är samordnat med Perssons resor och Valbo resetjänst.

## Historik
På våren 2008, köptes VS-trafik av A Björks AB och blev ett av flera bolag i koncernen A Björk AB. Vid samma tillfälle köpte A Björks AB, Perssons Resor, Valbo Resetjänst och Perssons Bussar. Från 1 jan 2010 Slogs VS-Trafik och Perssons Bussar ihop till ett och samma bolag, VS & Perssons Bussar AB. Sedan 2019 ingår A Björks AB i Transdevkoncernen och VS & Perssons bussar AB bytte 2021 namn till Merresor.
VS-Trafik har sedan 1998 i samarbete med Perssons Bussar kört linjetrafik mellan Gästrikland och Stockholm. Linjen heter SGS-bussen.
För närvarande (2018) sköter man landsbygdstrafiken i Gästrikland och stadstrafiken i Sandviken samt driver bussdepån där som underentreprenör till KR Trafik.
VS-trafiks föregångare Valbo Omnibus AB svarade under många decennier för lokaltrafiken mellan Gävle och Valbo (Hagaström, Mackmyra, Öhn, Västbyggeby, Forsbacka). Trafiken startades omkring 1923 av handlanden Karl Albin Nyberg (1882-1967).
På linjen Forsbacka-Gävle hade man visserligen konkurrens av den ideella Forsbacka trafikförening U.p.a. som 1946 köptes av GDG. Eftersom GDG:s bussar körde vidare till Sandviken blev deras trafik över Forsbacka ganska gles när nya Riks 80 mellan Gävle och Sandviken byggdes. 1991 övertogs all trafik efter upphandling av Swebus, och VS-trafik övergick till att en tid enbart köra beställningstrafik.